# 艾伦·埃科特
艾伦·埃科特（英語：Alan A'Court，1934年9月30日—2009年12月14日），英格兰前男子足球运动员，司职翼锋。他曾代表英格兰代表队参加1958年国际足联世界杯，结果队伍止步小组赛阶段。